# Wingfield (Suffolk)
Wingfield – wieś i civil parish w Anglii, w hrabstwie Suffolk, w dystrykcie Mid Suffolk. Leży 33 km na północ od miasta Ipswich i 134 km na północny wschód od Londynu. W 2011 civil parish liczyła 345 mieszkańców. Wingfield jest wspomniana w Domesday Book (1086) jako Wighefelda/Wineberga.